# A Dominikai Köztársaság a 2020. évi nyári olimpiai játékokon
Dominikai Köztársaság a japán Tokióban megrendezett 2020. évi nyári olimpiai játékok egyik részt vevő nemzete volt. Az országot 11 sportágban 64 sportoló képviselte, akik összesen 5 érmet szereztek.

## Érmesek
| Érem  | Versenyző                                                                           | Sportág    | Versenyszám      |
| ----- | ----------------------------------------------------------------------------------- | ---------- | ---------------- |
| Ezüst | Zacarías Bonnat                                                                     | Súlyemelés | Férfi 81 kg      |
| Ezüst | Lidio Andrés Feliz Marileidy Paulino Anabel Medina Luguelín Santos Alexander Ogando | Atlétika   | Vegyes 4 × 400 m |
| Ezüst | Marileidy Paulino                                                                   | Atlétika   | Női 400 m        |
| Bronz | Crismery Santana                                                                    | Súlyemelés | Női 87 kg        |
| Bronz | Férfi baseball-válogatott                                                           | Baseball   | Férfi baseball   |

## Atlétika
| Versenyző                                                                           | Versenyszám      | Előfutam | Előfutam | Elődöntő | Elődöntő | Döntő   | Döntő    |
| Versenyző                                                                           | Versenyszám      | Idő      | Hely.    | Idő      | Hely.    | Idő     | Helyezés |
| ----------------------------------------------------------------------------------- | ---------------- | -------- | -------- | -------- | -------- | ------- | -------- |
| Yancarlos Martínez                                                                  | Férfi 200 m      | 20.17    | 2        | 20.24    | 4        | kiesett | kiesett  |
| Marileidy Paulino                                                                   | Női 400 m        | 50.06    | 1        | 49.38    | 1        | 49.20   | Ezüst    |
| Lidio Andrés Feliz Marileidy Paulino Anabel Medina Luguelín Santos Alexander Ogando | Vegyes 4 × 400 m | 3:12.74  | 2        |          |          | 3:10.21 | Ezüst    |

| Versenyző     | Versenyszám     | Selejtező | Selejtező | Döntő    | Döntő    |
| Versenyző     | Versenyszám     | Eredmény  | Helyezés  | Eredmény | Helyezés |
| ------------- | --------------- | --------- | --------- | -------- | -------- |
| Ana José Tima | Női hármasugrás | 14.11 m   | 16        | kiesett  | kiesett  |

## Baseball
Játékoskeret
| Dominikai férfi baseballcsapat-játékoskeret | Dominikai férfi baseballcsapat-játékoskeret |
| --- | --- |
| - Darío Álvarez - Gabriel Arias - Jairo Asencio - Roldani Baldwin - José Bautista - Emilio Bonifácio - Melky Cabrera - Luis Felipe Castillo - Jumbo Díaz - Juan Francisco - Junior García - Jeison Guzmán | - Jhan Mariñez - Erick Mejia - Cristopher Mercedes - Johan Mieses - Gustavo Núñez - Yefri Pérez - Denyi Reyes - Julio Rodriguez - Ramón Rosso - Ángel Sánchez - Raúl Valdés - Charlie Valerio |

Eredmények
Csoportkör
| Hely. | Csapat                      | M | Gy | V | F+ | F– | Fk |
| ----- | --------------------------- | - | -- | - | -- | -- | -- |
| 1.    | Japán (JPN)                 | 2 | 2  | 0 | 11 | 7  | +4 |
| 2.    | Dominikai Köztársaság (DOM) | 2 | 1  | 1 | 4  | 4  | 0  |
| 3.    | Mexikó (MEX)                | 2 | 0  | 2 | 4  | 8  | –4 |

| Csapat                      | 1 | 2 | 3 | 4 | 5 | 6 | 7 | 8 | 9 | F | T | H |
| --------------------------- | - | - | - | - | - | - | - | - | - | - | - | - |
| Dominikai Köztársaság (DOM) | 0 | 0 | 0 | 0 | 0 | 0 | 2 | 0 | 1 | 3 | 8 | 0 |
| Japán (JPN)                 | 0 | 0 | 0 | 0 | 0 | 0 | 1 | 0 | 3 | 4 | 9 | 0 |

| Csapat                      | 1 | 2 | 3 | 4 | 5 | 6 | 7 | 8 | 9 | F | T | H |
| --------------------------- | - | - | - | - | - | - | - | - | - | - | - | - |
| Mexikó (MEX)                | 0 | 0 | 0 | 0 | 0 | 0 | 0 | 0 | 0 | 0 | 4 | 0 |
| Dominikai Köztársaság (DOM) | 0 | 0 | 0 | 0 | 1 | 0 | 0 | 0 | X | 1 | 6 | 0 |

Egyenes kieséses szakasz
| Csapat                      | 1 | 2 | 3 | 4 | 5 | 6 | 7 | 8 | 9 | F | T  | H |
| --------------------------- | - | - | - | - | - | - | - | - | - | - | -- | - |
| Dominikai Köztársaság (DOM) | 1 | 0 | 0 | 2 | 0 | 0 | 0 | 0 | 0 | 3 | 6  | 0 |
| Dél-Korea (KOR)             | 1 | 0 | 0 | 0 | 0 | 0 | 0 | 0 | 3 | 4 | 12 | 1 |

Vigaszág
| Csapat                      | 1 | 2 | 3 | 4 | 5 | 6 | 7 | 8 | 9 | F | T | H |
| --------------------------- | - | - | - | - | - | - | - | - | - | - | - | - |
| Izrael (ISR)                | 0 | 0 | 0 | 0 | 4 | 0 | 0 | 2 | 0 | 6 | 9 | 2 |
| Dominikai Köztársaság (DOM) | 1 | 0 | 1 | 0 | 0 | 2 | 1 | 0 | 2 | 7 | 9 | 1 |

| Csapat                      | 1 | 2 | 3 | 4 | 5 | 6 | 7 | 8 | 9 | F | T | H |
| --------------------------- | - | - | - | - | - | - | - | - | - | - | - | - |
| Dominikai Köztársaság (DOM) | 0 | 0 | 0 | 0 | 0 | 0 | 0 | 0 | 1 | 1 | 5 | 0 |
| Egyesült Államok (USA)      | 2 | 0 | 0 | 0 | 1 | 0 | 0 | 0 | X | 3 | 3 | 3 |

Bronzmérkőzés
| Csapat                      | 1 | 2 | 3 | 4 | 5 | 6 | 7 | 8 | 9 | F  | T  | H |
| --------------------------- | - | - | - | - | - | - | - | - | - | -- | -- | - |
| Dominikai Köztársaság (DOM) | 4 | 0 | 0 | 0 | 1 | 0 | 0 | 5 | 0 | 10 | 14 | 0 |
| Dél-Korea (KOR)             | 0 | 1 | 0 | 1 | 4 | 0 | 0 | 0 | 0 | 6  | 13 | 0 |

## Cselgáncs
| Versenyző         | Versenyszám     | 32-es főtábla          | Nyolcaddöntő | Negyeddöntő | Elődöntő | Vigaszág elődöntő | Bronz- mérkőzés | Döntő   | Helyezés |
| ----------------- | --------------- | ---------------------- | ------------ | ----------- | -------- | ----------------- | --------------- | ------- | -------- |
| Robert Florentino | Férfi középsúly | Nyjabali (UKR) · 00-01 | kiesett      | kiesett     | kiesett  | kiesett           | kiesett         | kiesett | kiesett  |

## Evezés
| Versenyző       | Versenyszám  | Előfutam | Előfutam | Vigaszág | Vigaszág | Negyeddöntő | Negyeddöntő | Elődöntő | Elődöntő | Elődöntő | Döntő | Döntő   | Döntő | Helyezés |
| Versenyző       | Versenyszám  | Idő      | Hely.    | Idő      | Hely.    | Idő         | Hely.       | Típus    | Idő      | Hely.    | Típus | Idő     | Hely. | Helyezés |
| --------------- | ------------ | -------- | -------- | -------- | -------- | ----------- | ----------- | -------- | -------- | -------- | ----- | ------- | ----- | -------- |
| Ignacio Vásquez | Férfi egypár | 7:43.71  | 5        | 7:42.83  | 3        |             |             | E/F      | 7:42.80  | 1        | E     | 7:25.88 | 1     | 2        |

## Lovaglás
| Versenyző             | Ló         | Versenyszám        | Grand Prix | Grand Prix | Grand Prix Freestyle | Grand Prix Freestyle | Végeredmény | Végeredmény |
| Versenyző             | Ló         | Versenyszám        | Pont       | Hely.      | Pont                 | Hely.                | Pont        | Helyezés    |
| --------------------- | ---------- | ------------------ | ---------- | ---------- | -------------------- | -------------------- | ----------- | ----------- |
| Yvonne Losos de Muñiz | Aquamarijn | Egyéni díjlovaglás | 70.869     | 22         | kiesett              | kiesett              | kiesett     | kiesett     |

| Versenyző         | Ló       | Versenyszám       | Selejtező | Selejtező | Döntő   | Döntő   | Döntő   | Végeredmény |
| Versenyző         | Ló       | Versenyszám       | Bünt.     | Hely.     | Bünt.   | Idő     | Hely.   | Helyezés    |
| ----------------- | -------- | ----------------- | --------- | --------- | ------- | ------- | ------- | ----------- |
| Hector Florentino | Carnaval | Egyéni díjugratás | 14        | =60       | kiesett | kiesett | kiesett | kiesett     |

## Műugrás
| Versenyző          | Versenyszám          | Selejtező | Selejtező | Elődöntő | Elődöntő | Döntő   | Döntő    |
| Versenyző          | Versenyszám          | Pont      | Helyezés  | Pont     | Helyezés | Pont    | Helyezés |
| ------------------ | -------------------- | --------- | --------- | -------- | -------- | ------- | -------- |
| Jonathan Ruvalcaba | Férfi egyéni műugrás | 383.05    | 18        | 398.65   | 13       | kiesett | kiesett  |

## Ökölvívás
Férfi
| Versenyző            | Versenyszám | Selejtező                | Nyolcaddöntő             | Negyeddöntő          | Elődöntő | Döntő   | Helyezés |
| -------------------- | ----------- | ------------------------ | ------------------------ | -------------------- | -------- | ------- | -------- |
| Rodrigo Marte        | Légsúly     | Tetteh (GHA) · 2-3       | kiesett                  | kiesett              | kiesett  | kiesett | kiesett  |
| Alexy de la Cruz     | Pehelysúly  | Allicock (GUY) · 5-0     | Batirgazijev (ROC) · 0-5 | kiesett              | kiesett  | kiesett | kiesett  |
| Rohan Polanco        | Váltósúly   |                          | Baturov (UZB) · 0-4      | kiesett              | kiesett  | kiesett | kiesett  |
| Leonel de los Santos | Könnyűsúly  | Uszmonov (TJK) · 1-4     | kiesett                  | kiesett              | kiesett  | kiesett | kiesett  |
| Euri Cedeño          | Középsúly   | Sella (EOR) · leléptetés | Verón (ARG) · 3-2        | Hizsnyak (UKR) · 1-4 | kiesett  | kiesett | kiesett  |

Női
| Versenyző           | Versenyszám | Selejtező       | Nyolcaddöntő         | Negyeddöntő       | Elődöntő | Döntő   | Helyezés |
| ------------------- | ----------- | --------------- | -------------------- | ----------------- | -------- | ------- | -------- |
| Miguelina Hernández | Légsúly     | Kom (IND) · 1-4 | kiesett              | kiesett           | kiesett  | kiesett | kiesett  |
| María Moronta       | Váltósúly   |                 | Da Silva (CAN) · 5-0 | Jones (USA) · 0-4 | kiesett  | kiesett | kiesett  |

## Röplabda
Játékoskeret
| Dominikai női röplabdacsapat-játékoskeret                                                                 | Dominikai női röplabdacsapat-játékoskeret                                                                         |
| --- | --- |
| - Annerys Vargas - Lisvel Elisa Eve - Brenda Castillo - Camil Domínguez - Niverka Marte - Prisilla Rivera | - Yonkaira Peña - Bethania de la Cruz - Brayelin Martínez - Jineiry Martínez - Gaila González - Larysmer Martínez |

Eredmények
Csoportkör
A csoport
| Hely. | Csapat                      | M | Gy | V | Pont | Sz+ | Sz– | SzA   | P+  | P–  | PA    | Továbbjutás |
| ----- | --------------------------- | - | -- | - | ---- | --- | --- | ----- | --- | --- | ----- | ----------- |
| 1.    | Brazília (BRA)              | 5 | 5  | 0 | 14   | 15  | 3   | 5,000 | 434 | 315 | 1,378 | Negyeddöntő |
| 2.    | Szerbia (SRB)               | 5 | 4  | 1 | 12   | 13  | 3   | 4,333 | 381 | 313 | 1,217 | Negyeddöntő |
| 3.    | Dél-Korea (KOR)             | 5 | 3  | 2 | 7    | 9   | 10  | 0,900 | 374 | 415 | 0,901 | Negyeddöntő |
| 4.    | Dominikai Köztársaság (DOM) | 5 | 2  | 3 | 8    | 10  | 10  | 1,000 | 411 | 406 | 1,012 | Negyeddöntő |
| 5.    | Japán (JPN) (R)             | 5 | 1  | 4 | 4    | 6   | 12  | 0,500 | 378 | 395 | 0,957 |             |
| 6.    | Kenya (KEN)                 | 5 | 0  | 5 | 0    | 0   | 15  | 0,000 | 242 | 376 | 0,644 |             |

| 2021. július 25. 14:20 (7:20) | Szerbia (SRB)                     | 3–0 | Dominikai Köztársaság (DOM) | Ariake Arena, Tokió Játékvezető: Kang Joo-hee (KOR), Evgeny Makshanov (RUS) |
| 2021. július 25. 14:20 (7:20) | (25–18, 25–12, 25–20) Jegyzőkönyv |     |                             | Ariake Arena, Tokió Játékvezető: Kang Joo-hee (KOR), Evgeny Makshanov (RUS) |

| 2021. július 27. 19:40 (12:40) | Brazília (BRA)                                  | 3–2 | Dominikai Köztársaság (DOM) | Ariake Arena, Tokió Játékvezető: Hernán Casamiquela (ARG), Shin Muranaka (JPN) |
| 2021. július 27. 19:40 (12:40) | (25–20, 17–25, 25–18, 15–25, 15–12) Jegyzőkönyv |     |                             | Ariake Arena, Tokió Játékvezető: Hernán Casamiquela (ARG), Shin Muranaka (JPN) |

| 2021. július 29. 11:05 (4:05) | Dél-Korea (KOR)                                 | 3–2 | Dominikai Köztársaság (DOM) | Ariake Arena, Tokió Játékvezető: Hernán Casamiquela (ARG), Shin Muranaka (JPN) |
| 2021. július 29. 11:05 (4:05) | (25–20, 17–25, 25–18, 15–25, 15–12) Jegyzőkönyv |     |                             | Ariake Arena, Tokió Játékvezető: Hernán Casamiquela (ARG), Shin Muranaka (JPN) |

| 2021. július 31. 9:00 (2:00) | Dominikai Köztársaság (DOM)       | 3–0 | Kenya (KEN) | Ariake Arena, Tokió Játékvezető: Kang Joo-hee (KOR), Patricia Rolf (USA) |
| 2021. július 31. 9:00 (2:00) | (25–19, 25–18, 25–10) Jegyzőkönyv |     |             | Ariake Arena, Tokió Játékvezető: Kang Joo-hee (KOR), Patricia Rolf (USA) |

| 2021. augusztus 2. 19:40 (12:40) | Japán (JPN)                              | 1–3 | Dominikai Köztársaság (DOM) | Ariake Arena, Tokió Játékvezető: Patricia Rolf (USA), Wojciech Maroszek (POL) |
| 2021. augusztus 2. 19:40 (12:40) | (10–25, 23–25, 25–19, 19–25) Jegyzőkönyv |     |                             | Ariake Arena, Tokió Játékvezető: Patricia Rolf (USA), Wojciech Maroszek (POL) |

Negyeddöntő
| 2021. augusztus 4. 13:00 (6:00) | Dominikai Köztársaság (DOM)       | 0–3 | Egyesült Államok (USA) | Ariake Arena, Tokió Játékvezető: Luis Macias (MEX), Kang Joo-hee (KOR) |
| 2021. augusztus 4. 13:00 (6:00) | (11–25, 20–25, 19–25) Jegyzőkönyv |     |                        | Ariake Arena, Tokió Játékvezető: Luis Macias (MEX), Kang Joo-hee (KOR) |

## Súlyemelés
Férfi
| Versenyző       | Versenyszám | Szakítás | Szakítás | Lökés    | Lökés    | Összesen | Helyezés |
| Versenyző       | Versenyszám | Eredmény | Helyezés | Eredmény | Helyezés | Összesen | Helyezés |
| --------------- | ----------- | -------- | -------- | -------- | -------- | -------- | -------- |
| Luis García     | Férfi 61 kg | 120 kg   | 11       | 154 kg   | 8        | 274 kg   | 8        |
| Zacarías Bonnat | Férfi 81 kg | 163 kg   | 6        | 204 kg   | 2        | 367 kg   | Ezüst    |

Női
| Versenyző        | Versenyszám | Szakítás | Szakítás | Lökés    | Lökés    | Összesen | Helyezés |
| Versenyző        | Versenyszám | Eredmény | Helyezés | Eredmény | Helyezés | Összesen | Helyezés |
| ---------------- | ----------- | -------- | -------- | -------- | -------- | -------- | -------- |
| Beatriz Pirón    | Női 49 kg   | 81 kg    | 8        | 95 kg    | 8        | 176 kg   | 8        |
| Crismery Santana | Női 87 kg   | 116 kg   | 2        | 140 kg   | 4        | 256 kg   | Bronz    |
| Verónica Saladín | Női +87 kg  | 111 kg   | 6        | 131 kg   | 7        | 242 kg   | 7        |

## Taekwondo
| Versenyző           | Versenyszám      | Nyolcaddöntő            | Negyeddöntő           | Elődöntő | Vigaszág elődöntő   | Bronz- mérkőzés | Döntő   | Helyezés |
| ------------------- | ---------------- | ----------------------- | --------------------- | -------- | ------------------- | --------------- | ------- | -------- |
| Bernardo Pié        | Férfi pehelysúly | Achab (BEL) · 18-11     | Csao (CHN) · 8-13     | kiesett  | kiesett             | kiesett         | kiesett | kiesett  |
| Moisés Hernández    | Férfi váltósúly  | Rafalovics (UZB) · 7-17 | kiesett               | kiesett  | kiesett             | kiesett         | kiesett | kiesett  |
| Katherine Rodríguez | Női nehézsúly    | Kuş (TUR) · 7-5         | I Dabin (KOR) · 14-23 |          | Traoré (CIV) · 9-11 | kiesett         | kiesett | kiesett  |

## Úszás
| Versenyző       | Versenyszám      | Előfutam | Előfutam | Előfutam | Elődöntő | Elődöntő | Elődöntő | Döntő   | Döntő    |
| Versenyző       | Versenyszám      | Idő      | Hely.    | Össz.    | Idő      | Hely.    | Össz.    | Idő     | Helyezés |
| --------------- | ---------------- | -------- | -------- | -------- | -------- | -------- | -------- | ------- | -------- |
| Josué Domínguez | Férfi 100 m mell | 1:01.86  | 7        | 39       | kiesett  | kiesett  | kiesett  | kiesett | kiesett  |
| Josué Domínguez | Férfi 200 m mell | 2:17.34  | 3        | 34       | kiesett  | kiesett  | kiesett  | kiesett | kiesett  |
| Krystal Lara    | Női 100 m hát    | 1:03.07  | 4        | 35       | kiesett  | kiesett  | kiesett  | kiesett | kiesett  |
| Krystal Lara    | Női 200 m hát    | 2:18.63  | 8        | 27       | kiesett  | kiesett  | kiesett  | kiesett | kiesett  |